# Партия национального единства (Турецкая Республика Северного Кипра)
Партия национального единства (ПНЕ; тур. Ulusal Birlik Partisi, UBP) ― национал-консервативная  политическая партия на Северном Кипре. Была основана Рауфом Денкташем 11 октября 1975 года. Партия находилась у власти с момента своего создания и вплоть до выборов 2003 (за исключением периода 1994―1996 гг.). 
На парламентских выборах 2009 года в Ассамблею Северного Кипра Партия национального единства получила 44% голосов избирателей и 26 из 50 мест, сформировав, таким образом, правительство большинства. Кандидат от ПНЕ, бывший премьер-министр Дервиш Эроглу, набрал на президентских выборах на Северном Кипре, которые состоялись 17 апреля 2005 года, 22,8% голосов. 
С 2016 года и до выборов 2018 года ПНЕ была старшим партнёром коалиционном правительстве, сформированном в союзе с Демократической партией, а лидер ПНЕ Хусейн Озгюргюн исполнял обязанности премьер-министра. Ранее ПНЕ была младшим партнёром в коалиции с Республиканской турецкой партией, а между 2013 и 2015 годами ПНЕ находилась в составе оппозиции. 
Партия национального единства придерживается идеологии турецкого национализма и, соответственно, выступает за урегулирование кипрского конфликта путём сохранения на острове статус-кво и реализации программы «Два государства для двух народов», которой, в свою очередь, противится ООН и ЕС. В ЕС заявляют, что Турция должна вывести свои войска с Северного Кипра прежде чем она сможет войти в состав ЕС. Очередной раунд переговоров по статусу Северного Кипра, проходивший в конце 2000-х годов, не увенчался достижением какого-либо значимого соглашения, не в последнюю очередь благодаря позиции Партии национального единства.

## Лидеры Партии национального единства
- Рауф Денкташ (11 октября 1975 ― 3 июля 1976)
- Нехат Конук (3 июля 1976 ― 2 марта 1978)
- Осман Эрек (18 апреля 1978 ― 7 января 1979)
- Мустафа Чагатай (7 января 1979 ― 30 ноября 1983)
- Дервиш Эроглу (18 декабря 1983 ― 11 февраля 2006)
- Хусейн Озгюргюн (11 февраля 2006 ― 16 декабря 2006)
- Тахсин Эртюрулоглу (16 декабря 2006 ― 29 ноября 2008)
- Дервиш Эроглу (29 ноября 2008 ―  23 апреля 2010)
- Ирсен Кючюк (9 мая 2010 ― 11 июня 2013)
- Хусейн Озгюргюн (31 августа 2013 ― 30 октября 2018)
- Эрсин Татар (30 октября 2018 ― 23 октября 2020)
- Эрсан Санер (23 октября 2020 — 31 октября 2021)
- Фаиз Суджуоглу (31 октября 2021 — 11 сентября 2022)
- Унал Устель (с 11 сентября 2022)